# Altes Burghaus Schrecksbach
Das sogenannte Alte Burghaus, auch Altes Schloss oder Langensteinscher Burgsitz genannt, ist ein Burghaus in Schrecksbach, dem Kernort der Gemeinde Schrecksbach im Schwalm-Eder-Kreis in Nordhessen.

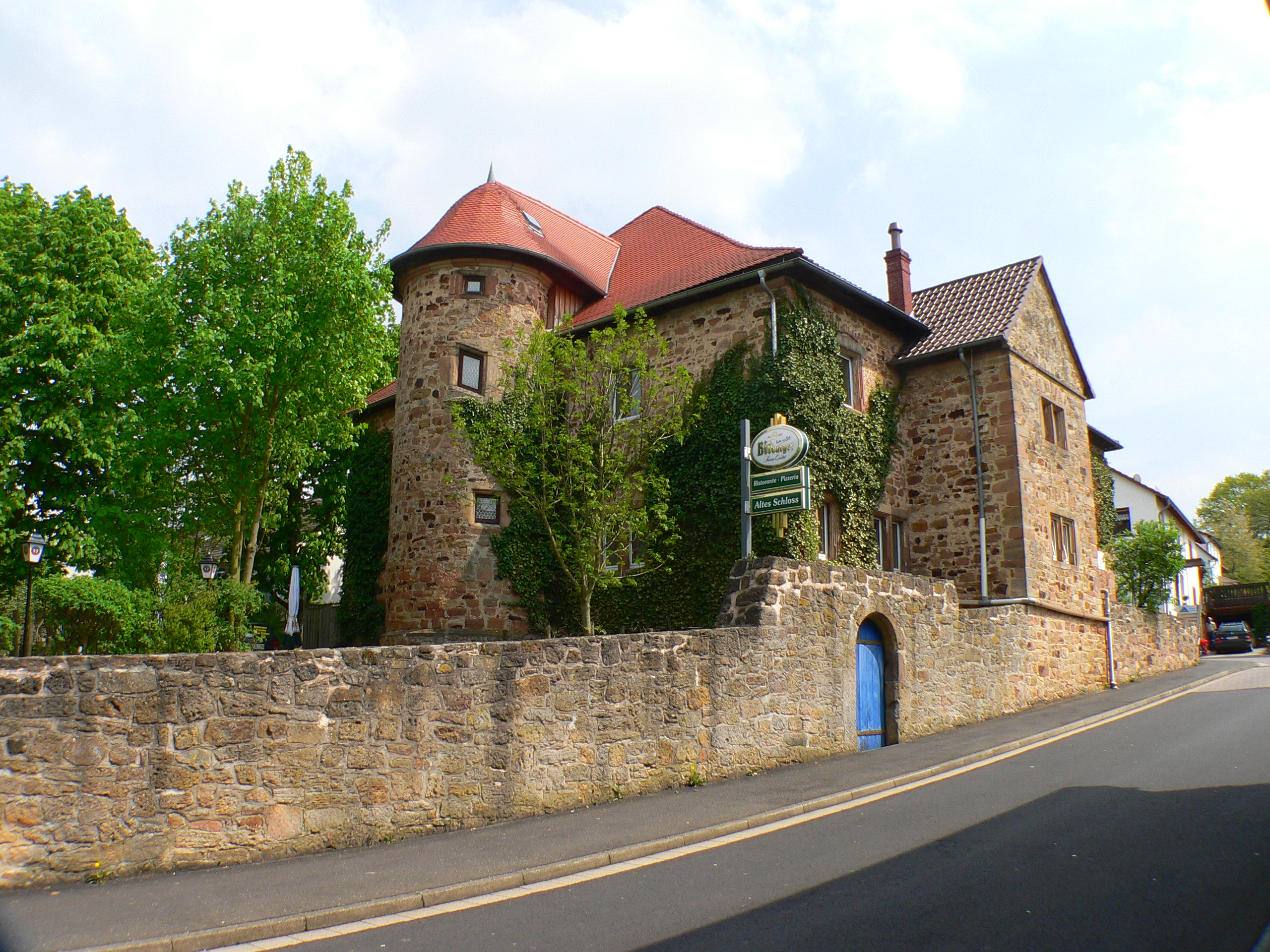
Straßenseite

## Geschichte
Der Burgsitz hatte wohl einen Vorgänger auf der Schrecksbacher Kuppe (Flurname Gontzenburg), die ca. 1,2 km östlich von Schrecksbach gelegen ist.
Erbaut wurde der Adelssitz in der Zeit zwischen 1580 und 1592 als Burgsitz des Adelsgeschlechts derer von Langenstein genannt Gonzenrod, möglicherweise als Ersatz für einen vorher bewohnten älteren Burgsitz auf der Schrecksbacher Kuppe (Flurname Gontzenburg) 1,2 km östlich des Dorfs. Da Schrecksbach bei der Teilung der Landgrafschaft Hessen im Jahre 1567 südlicher Grenzort der Landgrafschaft Hessen-Kassel gegenüber der Landgrafschaft Hessen-Marburg geworden war, wurde der Ort in den Folgejahren durch Verteidigungsanlagen und burgartige Adelssitze befestigt.
Das Burghaus soll auch Mittelpunkt eines Systems von unterirdischen Gängen gewesen sein, das in dieser Zeit angelegt wurde und zumindest drei der vier Adelssitze im Ort miteinander verband. Im Dreißigjährigen Krieg soll dieses Tunnelsystem Dorfbewohnern das Leben gerettet haben. Am Weihnachtstag 1635 fielen kroatische Söldner des Kaisers im Dorf ein, plünderten und brandschatzten. Eine Anzahl der Einwohner soll sich in die Gänge zwischen den Kellern zweier Burgsitze gerettet haben, andere flohen in die Gruft unter der Kirche, heißt es in alten Überlieferungen. 
Das Tunnelsystem, wenn es ein solches gab, ist seit Generationen nicht mehr begehbar, aber im Keller des Alten Burghauses sind noch immer die Eingänge von mindestens drei Gängen (oder weiteren Kellergewölben) sichtbar, eingefasst mit schweren Sandsteinblöcken und ausgemauert mit Feldsteinen.
Nach dem Erlöschen derer von Langenstein kam der Burgsitz mit dem dazugehörigen Grundbesitz zunächst an den landgräflichen Hofmeister Ludwig von Harstall, um 1715 dann an einen Zweig der Herren von Haxthausen. Nach dem Tod Elisabeths von Wrede, geb. von Haxthausen, erwarb der landgräfliche Oberamtmann von Schreyvogel den Burgsitz. Dazu gehörten im Jahre 1750 rund 150 Casseler Acker Land, etwa 50 Acker Wiesen, 17 Acker Garten und 211 Acker Waldung sowie die Losenmühle. 1813 wurde der Gutskomplex von dem kurhessischen General August von Marschall gekauft, der ihn bis 1828 besaß. Danach waren die Herren von Dalwigk Besitzer. 1861 kam der Besitz in staatliche Hand, wurde aufgeteilt und an private Eigner verkauft.

## Heutige Nutzung
Das Burghaus wird heute als Restaurant mit Gewölbekeller und Biergarten genutzt.

## Beschreibung
Das burgähnliche, zweigeschossige Gebäude mit angebautem, rundem Treppenturm an der Nordwestseite sowie Hofmauer und Tor steht im südlichen Teil des Ortskerns von Schrecksbach, an der Immichenhainer Straße 5. Es ist massiv aus Sandstein gebaut, mit rechteckigem Grundriss von etwa 20 × 17 m Seitenlänge, und hat ein Zeltdach.